# تشينو (ناغانو)
مدينة تشينو (باليابانية:茅野市) هي أحد المدن التابعة لمحافظة ناغانو. تأسست رسميًا في 01/08/1958. ويقدر عدد سكانها بـ 57363 نسمة حسب تقدير مكتب الإحصاء الياباني لعام 2012. تبلغ مساحة تشينو 266.41 كم2. بكثافة سكانية تبلغ 215 نسمة/كم2.

## توأمة
لتشينو (ناغانو) اتفاقيات توأمة مع:
- سوجا

## أعلام
- ماسامي كيكوتشي